# Мухамедьяров, Шамиль Фатыхович
Шамиль Фатыхович (Фаттыхович) Мухамедьяров (1923—2005) — советский и российский учёный, кандидат исторических наук, действительный член РАЕН (1997).
Специалист по средневековой истории тюркских народов. Автор более 170 работ, некоторые его труды публиковались за рубежом.

## Биография
Родился 17 июня 1923 года в Казани в семье известного врача и государственного деятеля Ф. Г. Мухамедьярова.
Окончив школу, работал в 1942—1943 годах токарем на оборонном заводе № 144 Наркомата боеприпасов СССР. В 1943—1946 годах обучался в Казанском юридическом институте (был образован в 1931 году как Институт советского права из юридического факультета Казанского университета). В 1946—1950 годах был аспирантом, в 1950—1952 годах — младшим научным сотрудником Казанского филиала Академии наук СССР. В 1952—1955 годах работал учёным секретарём Института востоковедения АН СССР. В 1955—1956 годах работал научным сотрудником Института языка, литературы и истории Казанского филиала АН СССР. В 1956—1963 годах Шамиль Мухамедьяров работал в Казанском государственном университете, где сначала был доцентом, а с 1959 года стал заведующим кафедрой истории СССР. В 1963—1970 годах работал старшим научным сотрудником института языка, литературы и истории Якутского филиала Сибирского отделения АН СССР. В 1970—1996 годах — старший научный сотрудник Института истории АН СССР (c 1992 года — Институт российской истории РАН). Затем работал профессором Московского высшего духовного исламского колледжа. В 1951 году защитил кандидатскую диссертацию на тему «Социально-экономический и государственный строй Казанского ханства». Ш. Ф. Мухамедьяров читал специальные исторические дисциплины в Литературном институте (Москва), Московском, Чувашском, Восточном гуманитарном, Казанском и Якутском университетах, Казанском педагогическом университете, Московском высшем духовном исламском колледже, Татарском государственном гуманитарном институте.
Ш. Ф. Мухамедьяров принимал участие в возобновлении деятельности Общества истории, археологии и этнографии при Казанском университете; был избран на должность вице-председателя этого общества. Являлся членом: Археографической комиссии РАН, Российского национального комитета историков, Экспертного совета по истории Российского гуманитарного научного фонда и Организационного комитета по созыву I конгресса тюркских народов России. Также был членом ряда авторских коллективов: «Истории Татарской АССР», «Очерков истории СССР», энциклопедии «Отечественная история», «Советской исторической энциклопедии», 2-го и 3-го изданий Большой советской энциклопедии и других. Являлся членом Постоянной международной алтаистической конференции (РIАК, США).
В 75-летнем возрасте Шамиль Фатыхович Мухамедьяров совершил хадж.
Умер 23 мая 2005 года в Москве.
Заслуженный деятель наук Республики Татарстан (1993), награждён медалями, среди которых «За доблестный труд в Великой Отечественной войне 1941—1945 гг.» и «В память 850-летия Москвы».